# Moei
La Moei (thaï เมย) est un affluent de la Salouen. Elle prend sa source dans la Province de Tak, dans l'Est de la Thaïlande. Contrairement à la plupart des cours d'eau de la région, elle coule vers le nord, formant une frontière naturelle entre la Thaïlande et la Birmanie. Après 327 km de cours, elle se jette dans la Salouen dans la Province de Mae Hong Son.
La rivière est franchie par le Pont de l'Amitié birmo-thaïlandaise, qui relie la ville thaïlandaise de Mae Sot à Myawaddy (Birmanie).
- (en) Cet article est partiellement ou en totalité issu de l’article de Wikipédia en anglais intitulé « Moei River » (voir la liste des auteurs).